# 多德島
69°42′S 75°38′E / 69.700°S 75.633°E
多德島是南極洲的島嶼，位於帕布利凱申斯冰架東南部，處於瑟斯特雷內群島以南20公里，該島嶼根據挪威探險隊的空中照片被繪入地圖，以氣象觀測員命名。